# ソルスティス 三次元迷宮の狂獣
『ソルスティス 三次元迷宮の狂獣』（ソルスティス さんじげんめいきゅうのきょうじゅう、英題：Solstice - The Quest for the Staff of Demnos）は、エピックソニーレコード（現：エピックレコードジャパン）から1990年に発売されたファミリーコンピュータ（以下ファミコン）用ゲームソフト。開発は英国のSoftware Creations。

## 内容
本作はUltimate Play The Game社（現：レア）の『ナイト・ロアー』（1984年）の影響を受けたクォータービュー方式の擬似3Dアクションゲームである。プレイヤーは白の魔術師シャダックスを操作し、古城に隠された杖の欠片を集めて宿敵モルビスを打倒する。
基本的に攻撃手段のないジャンプアクションで、迷宮探索、パズル的な色彩が強い。通過した部屋の数と取得アイテムによって攻略パーセンテージが判定されるが、上級者になるとこの数字をどれだけ小さくできるかで腕が問われるようになる。またタイムアタックの要素もある。
1991年に発売されたゲームボーイ用ゲームソフト『アルタードスペース』は、本作の流れを汲む作品である一方、キャラクターが宇宙飛行士やエイリアン、舞台が宇宙船であるなど、SF調の世界観が採用されている。
1993年には、続編としてスーパーファミコン用ソフト『ソルスティスII』が発売された。

## 開発
BG一面と横8枚のスプライトしか持たないファミコンにおいて、オブジェクトの陰に隠れたり、透明キャラクタの重ね合わせをしたりと、相当に高度なプログラム処理が行われている。
また当時20歳のティム・フォリンが音楽を担当している。元々は外部音源が使用できない海外NES用ソフトとして開発された作品という事もあり、当時コナミやサンソフトなど日本のメーカーではファミコンのカートリッジに音源チップを組み込んで音色を出すことが常套化していた中にあって、ファミコン内蔵音源のみを用いてコード進行や和音を疑似的に再現し、ティムが主戦場としていたイギリスのハードZX Spectrumに近い音色を奏でるという、日本で発売されたファミコン用ソフトとしては異色の曲調となっている。

## スタッフ
- プロデュース：ソルスティスチーム
- プログラム：マイケル・ウェブ
- グラフィック：マーク・ウィルソン
- 音楽：ティム・フォリン
- ゲーム・デザイン：マイケル・ウェブ、マーク・ウィルソン
- アソシエイト・プロデューサー（ロサンゼルス）：ジェフ・ベンジャミン、ラリー・カストロ
- アソシエイト・プロデューサー（東京）：高橋裕二、はせがわりょうたろう、渡辺浩弐
- エグゼクティブ・プロデューサー：リチャード・ケイ、丸山茂雄、石川博明
- パッケージ・デザイン：キャロル・ロイ（日本版）、マイケル・J・ウィンターバウアー（北米、欧州版）

## 評価
ゲーム誌『ファミコン通信』の「クロスレビュー」では合計26点（満40点）、『ファミリーコンピュータMagazine』の読者投票による「ゲーム通信簿」での評価は以下の通りとなっており、16.99点（満30点）となっている。 
| 項目 | キャラクタ | 音楽 | 操作性 | 熱中度 | お買得度 | オリジナリティ | 総合  |
| 得点 | 2.77       | 2.98 | 2.75   | 2.86   | 2.66     | 2.98           | 16.99 |